# Ana Joaquina dos Santos e Silva
Ana Joaquina dos Santos e Silva (1788–1859), fue una nhara comerciante de esclavos, prestamista y plantadora de Angola. Fue probablemente la mayor comerciante de esclavos en Angola, que comerció con Brasil durante la década de 1830, y financió la expedición de Joaquim Rodrigues Graça.

## Vida
Ana Joaquina dos Santos e Silva era miembro de la clase privilegiada, rica y educada afro-portuguesa que tenía una posición principal dentro de la comunidad mercantil portuguesa de Luanda, donde los europeos blancos consistían en tan solo unas mil personas en aquel momento. Emergió como una de los principales comerciantes de esclavos durante el auge del comercio de esclavos entre Angola y el Imperio del Brasil en los años 1830 y 1840. La trata de esclavos había sido formalmente prohibida en 1836, pero continuaba en práctica clandestinamente en Angola, donde la economía estaba dominada por ella. Ana Joaquina poseía varias grandes plantaciones de azúcar y café, y una residencia palaciega de tres pisos en Luanda, que más tarde sería convertida en museo y sede del tribunal provincial de Luanda, donde era conocida como la "Baronesa de Bungo" por ser este el barrio donde se ubica. Dos veces viuda, su hija única se casó con un destacado miembro de la aristocracia criolla luandesa. Cuando Brasil prohibió el comercio de esclavos en 1850 y el comercio se suspendió en la práctica, se estableció como banquera exitosa, inversora y financiera de comerciantes, autoridades y negocios de transporte.